# 佐賀県道46号中原三瀬線
佐賀県道46号中原三瀬線（さがけんどう46ごう なかばるみつせせん）は、佐賀県三養基郡上峰町から佐賀市に至る県道（主要地方道）である。

## 概要
三養基郡上峰町大字坊所から脊振山地を貫いて佐賀市三瀬村三瀬に至る。
起点および終点付近を除いて1.5車線ほどの道幅であり、交通量は少ない。しかし、交通量に対して県道標識は多く設置されている。
標高の高い山間部を通るため、冬季では積雪や路面凍結などにより交通規制がかけられる場合がある。

### 路線データ
- 起点：佐賀県三養基郡上峰町大字坊所（上峰町切通し交差点、国道34号交点、佐賀県道・福岡県道133号坊所城島線起点）
- 終点：佐賀県佐賀市三瀬村三瀬（三瀬郵便局前交差点、国道263号交点）

## 歴史
- 1993年（平成5年）5月11日 - 建設省から、県道中原三瀬線が中原三瀬線として主要地方道に指定される[1]。

## 路線状況

### 重複区間
- 佐賀県道305号脊振山公園線（神埼市脊振町服巻 地内）

## 地理

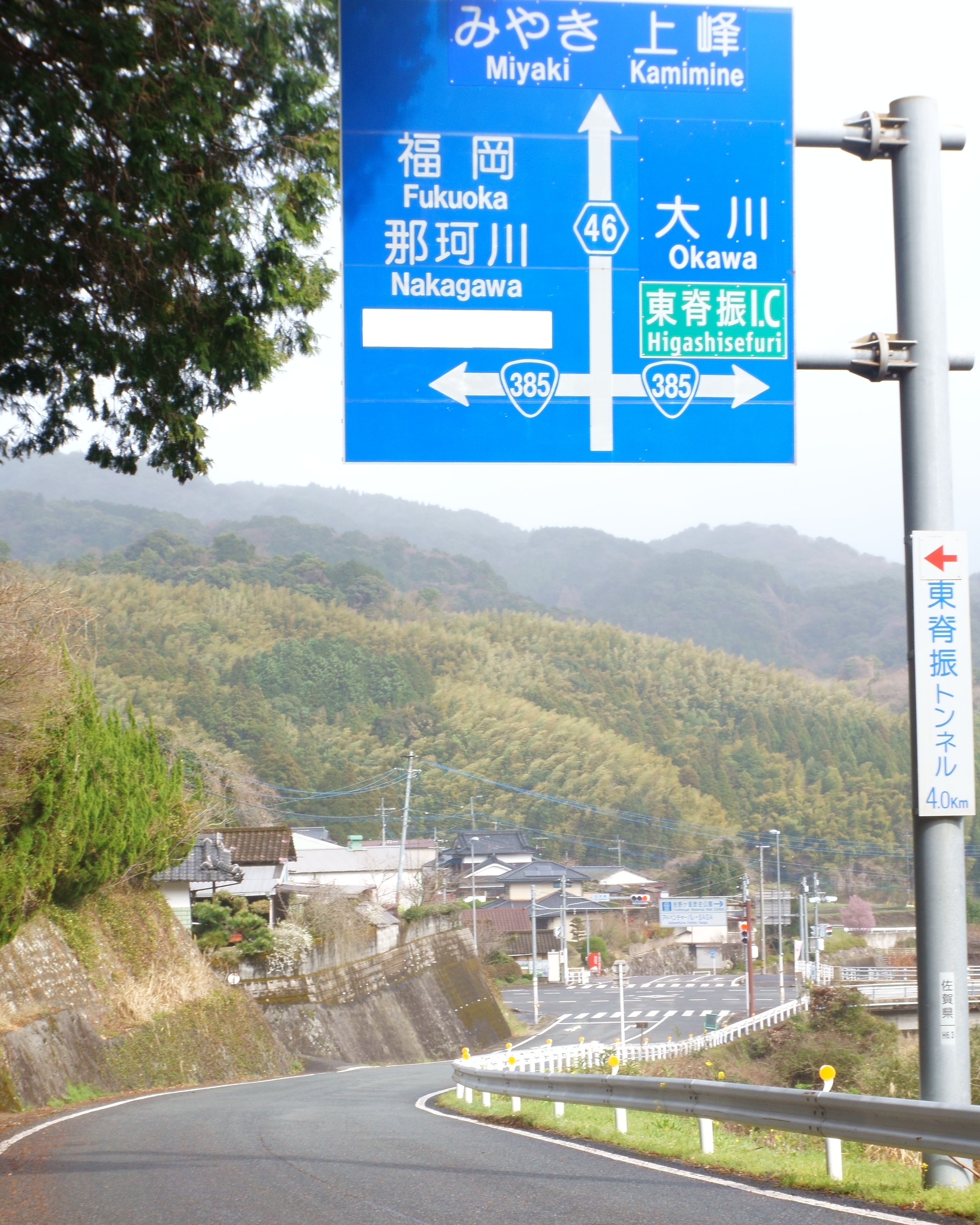
吉野ヶ里町松隈

### 通過する自治体
- 三養基郡上峰町
- 神埼郡吉野ヶ里町
- 神埼市
- 佐賀市

### 交差する道路
| 交差する道路                               | 市町村名 | 市町村名   | 交差する場所 | 交差する場所              |
| ------------------------------------------ | -------- | ---------- | ------------ | ------------------------- |
| 国道34号 佐賀県道・福岡県道133号坊所城島線 | 三養基郡 | 上峰町     | 大字坊所     | 上峰町切通し交差点 / 起点 |
| 佐賀県道31号佐賀川久保鳥栖線               | 三養基郡 | 上峰町     | 大字堤       | 屋形原交差点              |
| 国道385号                                  | 神埼郡   | 吉野ヶ里町 | 松隈         | 松坂橋交差点              |
| 佐賀県道305号脊振山公園線 重複区間起点     | 神埼市   | 神埼市     | 脊振町服巻   |                           |
| 佐賀県道305号脊振山公園線 重複区間終点     | 神埼市   | 神埼市     | 脊振町服巻   |                           |
| 佐賀県道51号佐賀脊振線                     | 神埼市   | 神埼市     | 脊振町服巻   |                           |
| 国道263号                                  | 佐賀市   | 佐賀市     | 三瀬村三瀬   | 三瀬郵便局前交差点 / 終点 |

### 交差する鉄道
- 長崎本線

### 沿線
- 三瀬郵便局
- 佐賀市立小中一貫校三瀬校（終点付近）

### 峠
- 野峠（神埼市）